# Paul Zimmermann (Maler)
Paul Zimmermann (* 22. Juli 1920 in Kittelsthal; † 20. Februar 2017 in Leipzig) war ein deutscher Grafiker und Maler.

## Leben
Der Vater Zimmermanns war Klempner. Nach der Volksschule machte Zimmermann von 1934 bis 1940 in der Maschinenbaufirma Gebrüder Thiel in Ruhla eine Lehre als technischer Zeichner. Von 1940 bis 1945 war er im Kriegsdienst, ab 1942 an der Front, und ab 1945 in US-amerikanischer Kriegsgefangenschaft. Ab Herbst 1945 bis 1949 studierte er an der Akademie für graphische Künste und Buchgewerbe Leipzig (die heutige Hochschule für Grafik und Buchkunst), insbesondere bei Ernst Hassebrauk und Egon Pruggmayer. 1949 bis 1950 arbeitete er als Fachlehrer für Schrift an den Staatlichen Thüringer Meisterschulen Weimar. 1951 bis 1954 war er als Grafiker freischaffend. 1954 bis 1957 übte er als Oberassistent eine Lehrtätigkeit für Schrift und angewandte Grafik an der Hochschule für Grafik und Buchkunst Leipzig aus, gleichrangig neben Wolfgang Mattheuer. Nach der Entlassung wegen seines politischen Nonkonformismus arbeitete er ab 1957 als Grafiker freischaffend in Leipzig.
Zimmermann war mit der Grafikerin Ino Zimmermann verheiratete, mit der gemeinsam er u. a. eine bedeutende Zahl von Büchern illustrierte, wobei er vor allem die Schriftgestaltung übernahm.

## Werk
Schwerpunkt des künstlerischen Schaffens Zimmermanns waren Kalligrafie, Schriftgestaltung, daneben Grafik und Malerei. Er schuf zahlreiche Typografien, gestaltete Bucheinbände, Schutzumschläge und Illustrationen und entwickelte die Satzschriften „Impuls“ als Auszeichnungsschrift und Antiqua „Florenz“. Zimmermann erhielt Aufträge von Verlagen wie St.-Benno-Verlag, Evangelische Verlagsanstalt oder Dieterich’sche Verlagsbuchhandlung Leipzig. Für Auftraggeber aus der katholischen und der evangelischen Kirche schuf er u. a. Altarbilder, Kreuzwegstationen, Glasfenster und Raumgestaltungen. „Ungefähr ab seinem 60.Geburtstag arbeitete er ausschließlich ungebunden, zweckfrei von äußeren Anforderungen und entwickelte ein beeindruckendes Spätwerk. Dazu zählen neben konstruktiven Arbeiten und Farbfeldmalereien auch kalligrafische Schöpfungen auf Papier mit Tuschen, Kreiden und Ölfarben, mit Feder und Pinsel, die uns als Annäherungen an ostasiatische Schriftbilder, beispielsweise an chinesische Kalligraphien, erscheinen.“
Ein Teil-Nachlass ist im Deutschen Buch- und Schriftmuseum in Leipzig zugänglich.

## Ehrungen
- 1959, 1977 und 1989 Silber- und Bronzemedaillen der Leipziger Internationalen Buchkunstausstellungen iba
- 2000 Ehrenmitglied des Bundes Deutscher Buchkünstler

## Werke (Auswahl)
- Parität K – kontra (1991, Öl auf Papier, 61,3 × 66 cm; Kunstfonds des Freistaats Sachsen)[3]
- H hochgebaut (1992, Öl auf Papier, 60,2 × 60,2 cm; Kunstfonds des Freistaats Sachsen)[4]

## Ausstellungen (Auswahl)

### Einzelausstellungen
- 1988 Großpösna, Galerie für zeitgenössische Kunst
- 1999 Dresden, Galerie an der Schwebebahn

#### Postum
- 2017 Leipzig, Konfuzius-Institut
- 2020 Dresden, Galerie Mitte („Strukturen werden Landschaften“. Zum 100. Geburtstag Zimmermanns)
- 2023: Dresden, Kunstforum Radio Lenk („Phase rot“)[5]

### Ausstellungsbeteiligungen (Auswahl)
- 1967/1968, 1972/1973, 1977/1978 und 1982/1983: Dresden, Deutsche Kunstausstellung bzw. Kunstausstellung der DDR
- 1962 bis 1985: Leipzig, fünf Bezirkskunstausstellungen
- 1979: Berlin, „Buchillustrationen in der DDR“
- 1980: Brno, Biennale der Illustration und Buchgrafik
- 1984: Paris, „Musik in der bildenden Kunst der DDR“
- 1993: Bonn, Ars Lipsiensis